# Alexander Trichtl
Alexander T. Trichtl  (* 15. Dezember 1802 in Wien; † 25. Oktober 1884 ebenda) war ein österreichischer Landschaftsmaler. Heute fast vergessen, war er seinerzeit bedeutend genug, um von Cyriak Bodenstein verzeichnet zu werden.

## Bilder

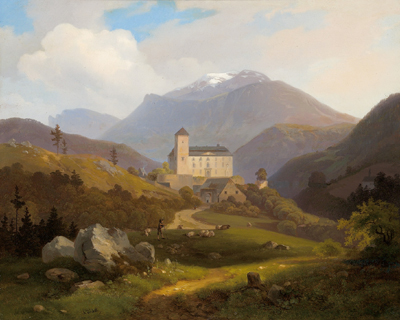
Blick auf Burg Kranichberg, im Hintergrund der Schneeberg
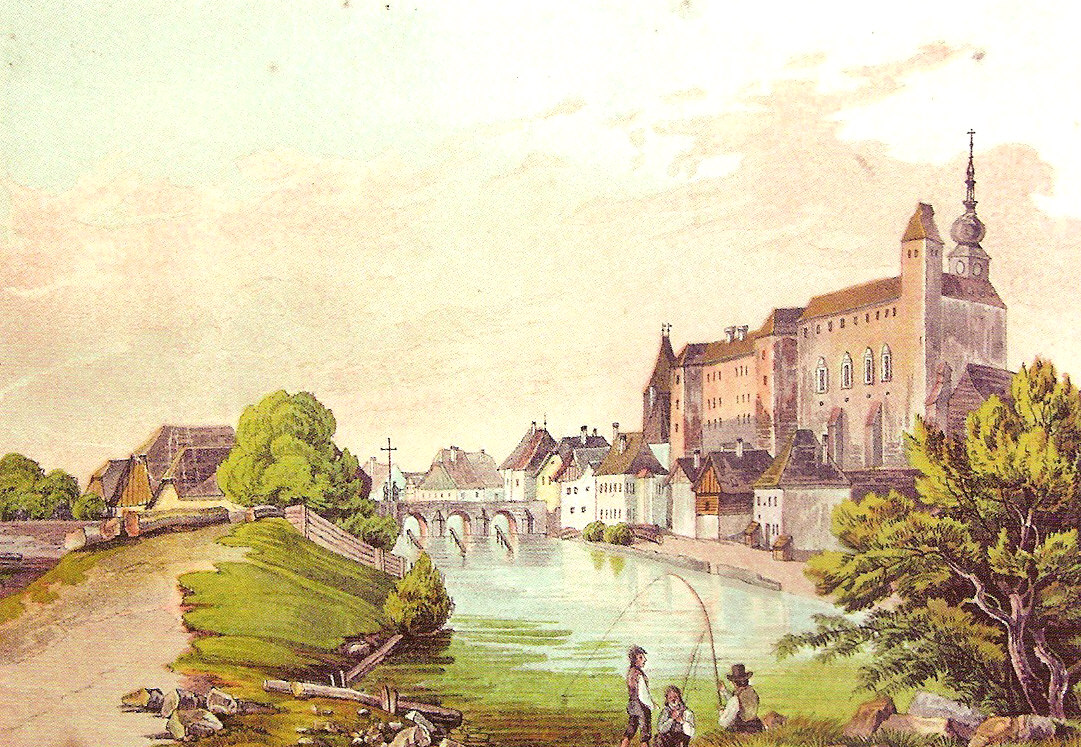
Ansicht von Pisek